# La Chapelle-d'Armentières
Pour les articles homonymes, voir La Chapelle.
La Chapelle-d'Armentières (en néerlandais : Armentiers-Kapelle) est une commune française située dans le département du Nord et la région Hauts-de-France. Elle fait partie de la Métropole européenne de Lille.

## Géographie

### Situation
La Chapelle-d'Armentières se trouve sur le territoire des Weppes, en Flandre gallicante. Traversée par l'autoroute A25, qui relie la métropole lilloise au littoral, elle est située à 15 km au nord de Lille et 60 km au sud de Dunkerque, à proximité de la frontière belge.

### Communes limitrophes
Les communes limitrophes sont Armentières, Bois-Grenier, Ennetières-en-Weppes, Erquinghem-Lys, Houplines et Prémesques.
|                | Armentières               | Houplines  |
| Erquinghem-Lys | La Chapelle-d'Armentières | Prémesques |
| Bois-Grenier   | Ennetières-en-Weppes      |            |

Représentations cartographiques de la commune
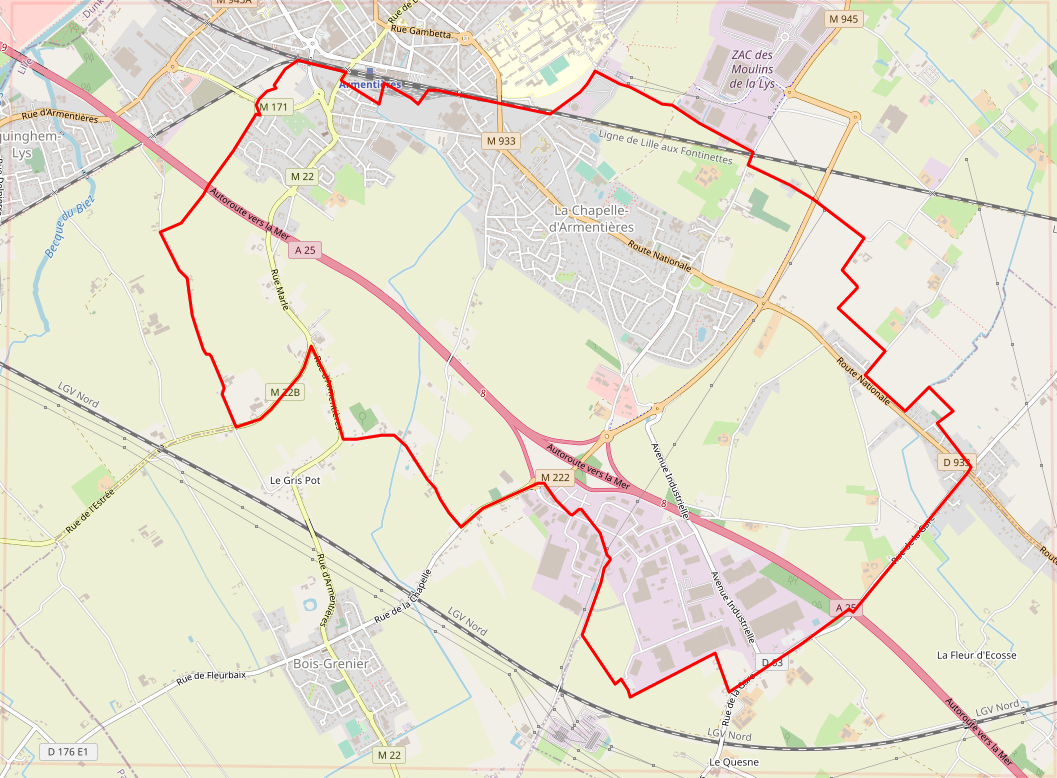
Carte OpenStreetMap.
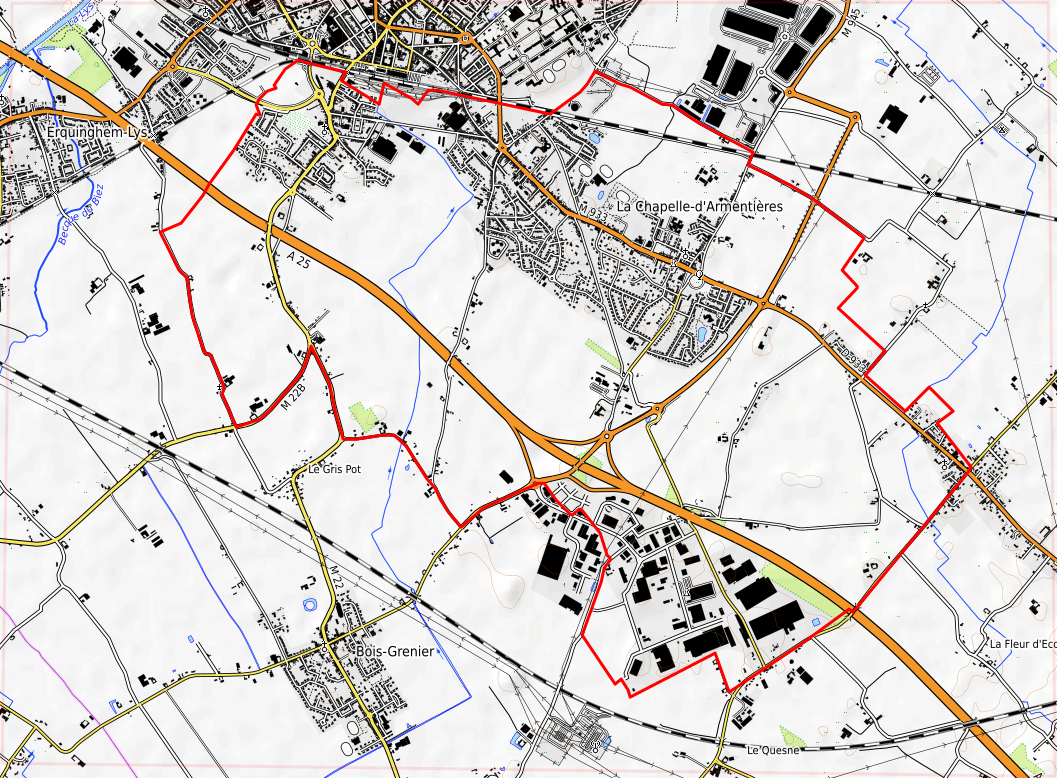
Carte topographique.

### Hydrographie

#### Réseau hydrographique

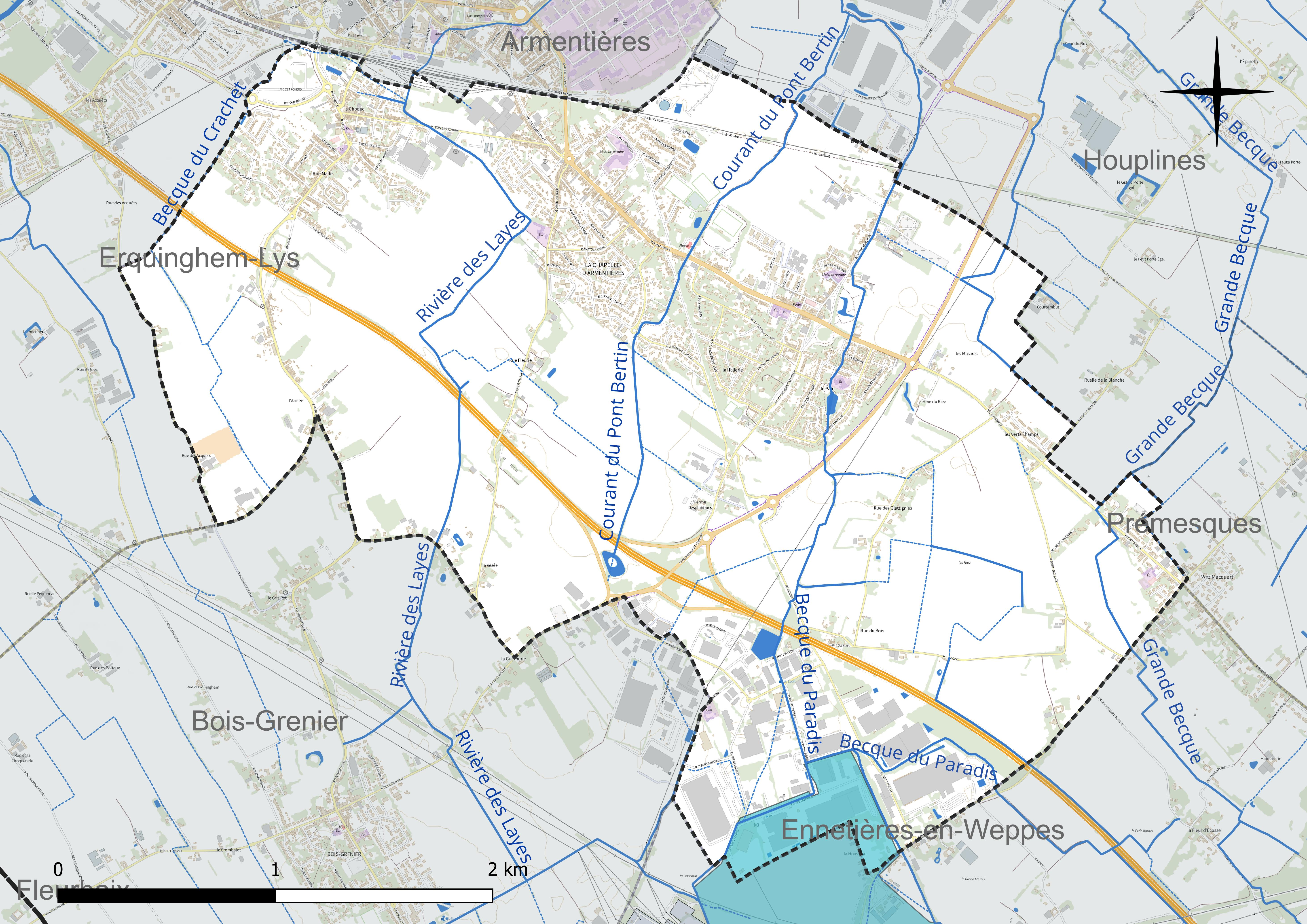
Réseau hydrographique de la Chapelle-d'Armentières.

La commune est située dans le bassin Artois-Picardie. Elle est drainée par la rivière Des Layes, la Becque du Paradis, le Courant du Pont Bertin, la Becque du bas des monts, la Becque du crachet, la grande Becque et divers autres petits cours d'eau,.
La Rivière des Layes, d'une longueur de 26 km, prend sa source dans la commune de Herlies et se jette  dans la Vieille lys d'armentières à Armentières, après avoir traversé onze communes. 

#### Gestion et qualité des eaux
Le territoire communal est couvert par le schéma d'aménagement et de gestion des eaux (SAGE) « Lys ». Ce document de planification concerne un territoire de 1 835 km2 de superficie, délimité par le bassin versant de la Lys. Le périmètre a été arrêté le 29 mai 1995 et le SAGE proprement dit a été approuvé le 6 août 2010, puis révisé le 20 septembre 2019. La structure porteuse de l'élaboration et de la mise en œuvre est le syndicat mixte pour l'élaboration du SAGE de la Lys (SYMSAGEL). 
La qualité des cours d'eau peut être consultée sur un site dédié géré par les agences de l'eau et l'Agence française pour la biodiversité. 

### Climat
Pour des articles plus généraux, voir Climat des Hauts-de-France et Climat du Nord.
En 2010, le climat de la commune est de type climat océanique dégradé des plaines du Centre et du Nord, selon une étude du CNRS s'appuyant sur une série de données couvrant la période 1971-2000. En 2020, Météo-France publie une typologie des climats de la France métropolitaine dans laquelle la commune est exposée à un climat océanique et est dans la région climatique  Nord-est du bassin Parisien, caractérisée par un ensoleillement médiocre, une pluviométrie moyenne régulièrement répartie au cours de l'année et un hiver froid (3 °C). 
Pour la période 1971-2000, la température annuelle moyenne est de 10,6 °C, avec une amplitude thermique annuelle de 14 °C. Le cumul annuel moyen de précipitations est de 681 mm, avec 11,6 jours de précipitations en janvier et 8,6 jours en juillet. Pour la période 1991-2020, la température moyenne annuelle observée sur la station météorologique la plus proche, située sur la commune de Lesquin à 18 km à vol d'oiseau, est de 11,3 °C et le cumul annuel moyen de précipitations est de 740,0 mm,. Pour l'avenir, les paramètres climatiques de la commune estimés pour 2050 selon différents scénarios d'émission de gaz à effet de serre sont consultables sur un site dédié publié par Météo-France en novembre 2022.

## Urbanisme

### Typologie
Au 1er janvier 2024, La Chapelle-d'Armentières est catégorisée centre urbain intermédiaire, selon la nouvelle grille communale de densité à sept niveaux définie par l'Insee en 2022.
Elle appartient à l'unité urbaine d'Armentières (partie française), une agglomération internationale regroupant dix  communes, dont elle est une commune de la banlieue,,. Par ailleurs la commune fait partie de l'aire d'attraction de Lille (partie française), dont elle est une commune de la couronne,. Cette aire, qui regroupe 201 communes, est catégorisée dans les aires de 700 000 habitants ou plus (hors Paris),.

### Occupation des sols

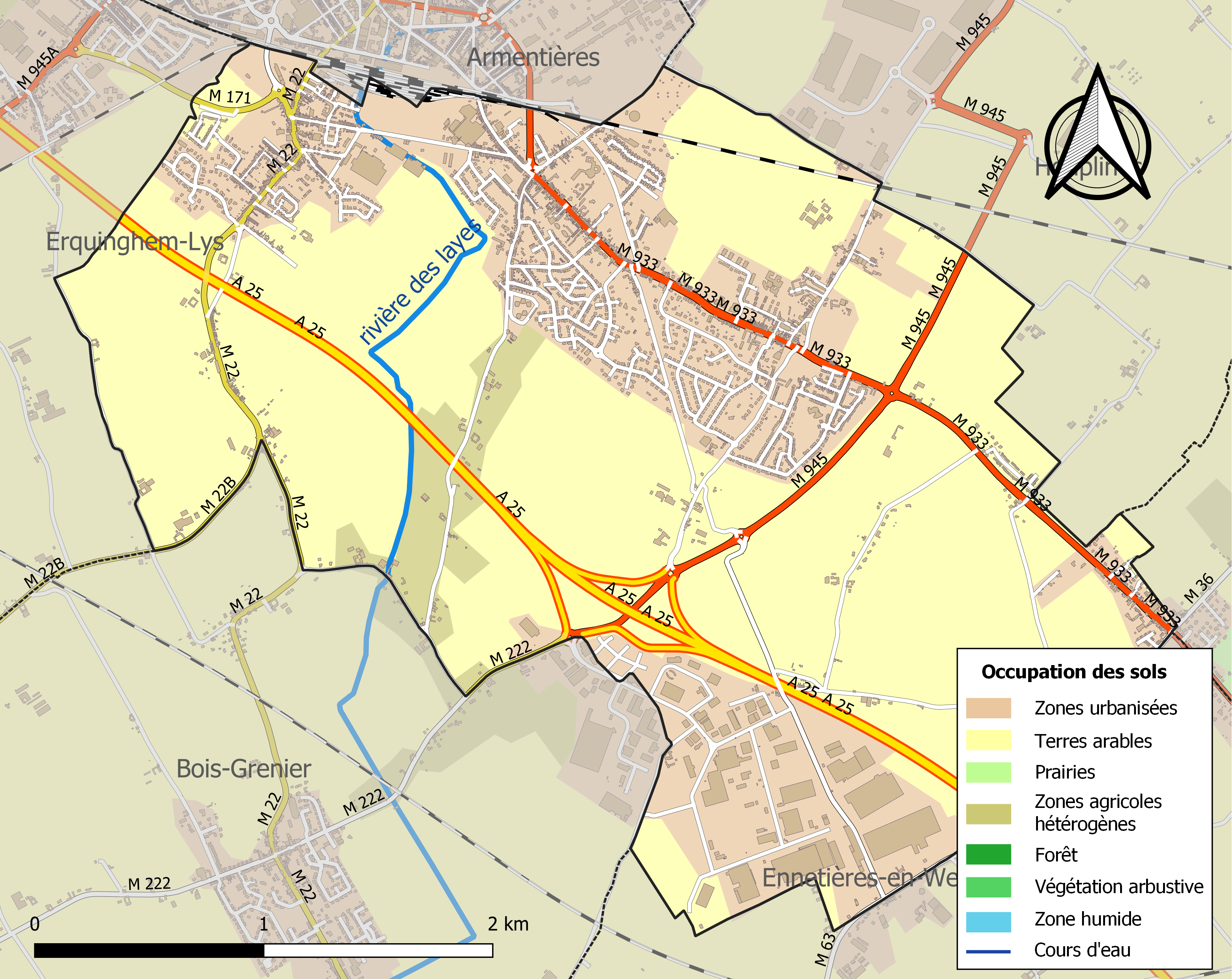
Carte des infrastructures et de l'occupation des sols de la commune en 2018 (CLC).

L'occupation des sols de la commune, telle qu'elle ressort de la base de données européenne d'occupation biophysique des sols Corine Land Cover (CLC), est marquée par l'importance des territoires agricoles (66,9 % en 2018), en diminution par rapport à 1990 (72,2 %). La répartition détaillée en 2018 est la suivante : 
terres arables (63,2 %), zones urbanisées (23,1 %), zones industrielles ou commerciales et réseaux de communication (10 %), zones agricoles hétérogènes (3,7 %). L'évolution de l'occupation des sols de la commune et de ses infrastructures peut être observée sur les différentes représentations cartographiques du territoire : la carte de Cassini (XVIIIe siècle), la carte d'état-major (1820-1866) et les cartes ou photos aériennes de l'IGN pour la période actuelle (1950 à aujourd'hui).

### Morphologie urbaine
Principalement développée le long des routes départementales 933, 945 et 22, la commune de La Chapelle-d'Armentières s'étend sur une dizaine de kilomètres de long. Elle comporte trois zones principales d'urbanisation, héritées des anciennes paroisses : le secteur central du Bourg, et les deux hameaux de la Choque au nord-ouest, et de Wez-Macquart au sud-est.
Ville surtout rurale, avec une surface agricole occupant les trois quarts de la superficie, La Chapelle-d'Armentières laisse une place importante aux espaces verts, parcs et jardins. Néanmoins, elle dispose également de zones industrielle et artisanale actives. En outre, l'urbanisation de la commune progresse de manière régulière, avec de nouveaux projets de lotissements en cours ou à venir.

### Voies de communications et transports
La Chapelle-d'Armentières est accessible par l'autoroute A25 (Sortie 8 - La Chapelle d'Armentières) vers Lille (15 km) et Dunkerque (65 km).
La gare la plus proche de la commune est celle d'Armentières (commune limitrophe).
La commune est desservie, en 2023, par la Liane 99, les lignes 65, 236 et 938, et par les lignes de transport à la demande 22R et 65R du réseau Ilévia.
L'aéroport le plus proche, celui de Lille-Lesquin, est situé à 23 km de la commune.

## Histoire

### Héraldique
| Armes de La Chapelle-d'Armentières | Les armes de la commune de La Chapelle-d'Armentières se blasonnent ainsi : D'argent à une fleurs de lys de gueules, accompagné en chef, à dextre d'un soleil non figuré d'or et à senestre d'un croissant posé en barre du même, un portail d'église de sable brochant en cœur. |

### Origines
Jusqu'à la Révolution française, le territoire actuellement occupé par la commune faisait partie d'Armentières. Toutefois, ses habitants se réunissaient habituellement dans la chapelle Notre-Dame du Vieil Biez, sur un territoire situé en dehors d'Armentières, dépendant des seigneuries de Saint-Simon et de Raisse. Dès 1685, ses administrateurs se virent accorder par le comte d'Egmont le statut d'échevins indépendants, préfigurant la future autonomie.
À la fin du XVIIe - début du XVIIIe siècles, Gilbert de Lannoy, écuyer, est seigneur de Coutembus, fief situé sur La Chapelle-d'Armentières.
Maximilien-François Obert, écuyer, est seigneur de Courtembus, hérité de sa mère Hélène-Florence de Lannoy, fille de Gilbert, épouse de Louis-François Obert, écuyer, seigneur de Grévillers. Né en 1692, il teste à Armentières le 22 octobre 1760. Il a épousé par contrat passé à Bapaume le 31 octobre 1722, Marie-Françoise d'Hangre, fille d'Adrien, chevalier, seigneur de Contalmaison et de Marie Lefèbvre.
À la suite de l'abolition du régime seigneurial, c'est en 1790 que fut séparée d'Armentières une commune alors nommée Armentières-Paroisse, rebaptisée ensuite Armentières-Campagne. Cette première autonomie fut de courte durée, puisqu'un décret de la Convention réintégra le territoire à Armentières le 1er juin 1794. À la suite des protestations des habitants, une ordonnance séparera définitivement la localité d'Armentières le 22 novembre 1820, et donnera à la nouvelle commune son nom actuel.

### Époque contemporaine
À partir du milieu du XIXe siècle, La Chapelle-d'Armentières se développa autour de trois paroisses, Le Bourg, Wez-Macquart et La Choque, respectivement construites en 1863, 1864 et 1911. Traversée par les tranchées durant la Première Guerre mondiale, la ville subit d'importantes destructions. Elle fut ensuite occupée par les Allemands lors de la Seconde Guerre mondiale, et libérée le 6 septembre 1944.

## Politique et administration

### Liste des maires
Depuis 2020, La Chapelle-d'Armentières est administrée par le maire divers droite Damien Braure. 
| Période   | Période                       | Identité                                   | Étiquette | Qualité                                   |
| --------- | ----------------------------- | ------------------------------------------ | --------- | ----------------------------------------- |
| 1790      | 1792                          | Paul D'Halluin                             |           |                                           |
| 1792      | 1794                          | Pierre-Joseph Nory                         |           |                                           |
| 1794      | 1821                          | suspension de la commune                   |           |                                           |
| 1821      | 1832                          | Bruno Delange-Lebfèvre                     |           |                                           |
| 1832      | 1840                          | Augustin Deron                             |           |                                           |
| 1840      | 1843                          | Augustin Fouant                            |           |                                           |
| 1843      | 1861                          | Pierre Duhem                               |           |                                           |
| 1861      | 1867                          | Henri Deron                                |           |                                           |
| 1867      | 1870                          | Louis Botelle                              |           |                                           |
| 1870      | 1871                          | Jean-François Desbuisson                   |           |                                           |
| 1871      | 1873                          | Louis Botelle                              |           |                                           |
| 1873      | 1886                          | Jean-Baptiste Vigneron                     |           |                                           |
| 1886      | 1892                          | Augustin Ramery                            |           |                                           |
| 1892      | 1919                          | Victor Vigneron                            |           |                                           |
| 1919      | 1925                          | Romain Dhalluin                            |           |                                           |
| 1925      | 1944                          | Georges Deblacquer                         |           |                                           |
| 1944      | 1945                          | Raphaël Rose (prisonnier) et Louis Bartier |           | président et vice président               |
| 1945      | 1957                          | Louis Bartier                              |           |                                           |
| 1957      | mars 1959                     | Marcel Lebfèvre                            |           |                                           |
| mars 1959 | mars 1977                     | Henri Hoste                                |           |                                           |
| mars 1977 | mai 1989                      | Henri Bouchery                             |           | Décédé en cours de mandat                 |
| mai 1989  | mai 2020                      | Bernard Coisne                             | DVD       | Médecin                                   |
| mai 2020  | En cours (au 19 janvier 2021) | Damien Braure                              | DVD       | Directeur de cabinet d'experts comptables |

### Instances judiciaires et administratives
La commune relève du tribunal d'instance de Lille, du tribunal de grande instance de Lille, de la cour d'appel de Douai, du tribunal pour enfants de Lille, du tribunal de commerce de Tourcoing, du tribunal administratif de Lille et de la cour administrative d'appel de Douai.

### Jumelages
- Birchington-on-Sea (Angleterre)

Depuis 1989, La Chapelle-d'Armentières est jumelée avec cette commune britannique du Kent. Ce jumelage donne notamment lieu à des échanges culturels et scolaires. Par ailleurs, une délégation anglaise est invitée chaque année à l'occasion des festivités municipales du mois de mai.
En gage de leur amitié, les deux villes se sont échangé en 1994 des présents symboliques de leur patrimoine respectif. La Chapelle-d'Armentières offrit ainsi une Citroën 2CV à Birchington, qui lui fit don en retour d'une cabine téléphonique, installée à côté de la mairie.

## Population et société

### Démographie

#### Évolution démographique
L'évolution du nombre d'habitants est connue à travers les recensements de la population effectués dans la commune depuis 1831. Pour les communes de moins de 10 000 habitants, une enquête de recensement portant sur toute la population est réalisée tous les cinq ans, les populations de référence des années intermédiaires étant quant à elles estimées par interpolation ou extrapolation. Pour la commune, le premier recensement exhaustif entrant dans le cadre du nouveau dispositif a été réalisé en 2006.

En 2022, la commune comptait 8 782 habitants, en évolution de +4,15 % par rapport à 2016 (Nord : +0,51 %, France hors Mayotte : +2,11 %).
| 1831  | 1836  | 1841  | 1846  | 1851  | 1856  | 1861  | 1866  | 1872  |
| ----- | ----- | ----- | ----- | ----- | ----- | ----- | ----- | ----- |
| 1 889 | 1 958 | 2 031 | 1 927 | 2 039 | 2 175 | 2 531 | 2 678 | 3 154 |

| 1876  | 1881  | 1886  | 1891  | 1896  | 1901  | 1906  | 1911  | 1921  |
| ----- | ----- | ----- | ----- | ----- | ----- | ----- | ----- | ----- |
| 3 463 | 3 960 | 4 211 | 3 851 | 4 262 | 4 437 | 4 436 | 4 405 | 2 007 |

| 1926  | 1931  | 1936  | 1946  | 1954  | 1962  | 1968  | 1975  | 1982  |
| ----- | ----- | ----- | ----- | ----- | ----- | ----- | ----- | ----- |
| 3 623 | 3 875 | 3 903 | 3 796 | 4 190 | 4 673 | 5 300 | 6 080 | 6 703 |

| 1990  | 1999  | 2006  | 2011  | 2016  | 2021  | 2022  | - | - |
| ----- | ----- | ----- | ----- | ----- | ----- | ----- | - | - |
| 7 825 | 7 903 | 7 971 | 8 389 | 8 432 | 8 719 | 8 782 | - | - |

#### Pyramide des âges
La population de la commune est relativement jeune.
En 2018, le taux de personnes d'un âge inférieur à 30 ans s'élève à 37,1 %, soit en dessous de la moyenne départementale (39,5 %). À l'inverse, le taux de personnes d'âge supérieur à 60 ans est de 23,3 % la même année, alors qu'il est de 22,5 % au niveau départemental.
En 2018, la commune comptait 4 119 hommes pour 4 508 femmes, soit un taux de 52,25 % de femmes, légèrement supérieur au taux départemental (51,77 %).
Les pyramides des âges de la commune et du département s'établissent comme suit.
| Hommes | Classe d’âge | Femmes |
| ------ | ------------ | ------ |
| 0,4    | 90 ou +      | 2,3    |
| 5,8    | 75-89 ans    | 8,6    |
| 14,0   | 60-74 ans    | 15,1   |
| 20,9   | 45-59 ans    | 21,7   |
| 18,7   | 30-44 ans    | 18,1   |
| 19,3   | 15-29 ans    | 16,0   |
| 20,9   | 0-14 ans     | 18,2   |

| Hommes | Classe d’âge | Femmes |
| ------ | ------------ | ------ |
| 0,5    | 90 ou +      | 1,4    |
| 5,3    | 75-89 ans    | 8,1    |
| 14,8   | 60-74 ans    | 16,2   |
| 19,1   | 45-59 ans    | 18,4   |
| 19,5   | 30-44 ans    | 18,7   |
| 20,7   | 15-29 ans    | 19,1   |
| 20,2   | 0-14 ans     | 18     |

### Enseignement
La Chapelle-d'Armentières comporte plusieurs écoles maternelles et primaires ;
- École maternelle Mozart ;
- École primaire Louis-Bartier ;
- Groupe scolaire Notre-Dame de Fatima[35],[36], établissement catholique hors contrat sous l'égide de l'ICRSP ; ce groupe scolaire comprend une maternelle, une école primaire et un collège ;
- Groupe scolaire de Notre-Dame de Lourdes ;
- Groupe scolaire de Wez-Macquart ;
- Groupe scolaire du Bourg ;
- Groupe scolayre du Parc ;
- Groupe scolaire Omer-Ollivier.

### Tissu associatif
Grâce à de nombreux équipements culturels et sportifs, La Chapelle-d'Armentières bénéficie d'un tissu associatif dense et dynamique, composé d'une cinquantaine de clubs et associations divers.

## Économie
Avec 750 ha de terres agricoles sur une superficie totale de 1 072 ha, l'agriculture occupe une place importante à la Chapelle-d'Armentières. Cette particularité offre à la commune un caractère de mixité urbaine très prisé de ses habitants.
Depuis les années 1980, une zone industrielle, de maintenant 50 ha, s'est développée à la Houssoye, à la sortie de l'autoroute A25. Elle accueille des entreprises actives dans les domaines de la construction mécanique, la distribution alimentaire, le transport ou encore la vente par correspondance.
Par ailleurs, la commune accueille, sur son sol, la Brasserie d'Annœullin depuis mai 2012.

## Culture locale et patrimoine

### Christianisme

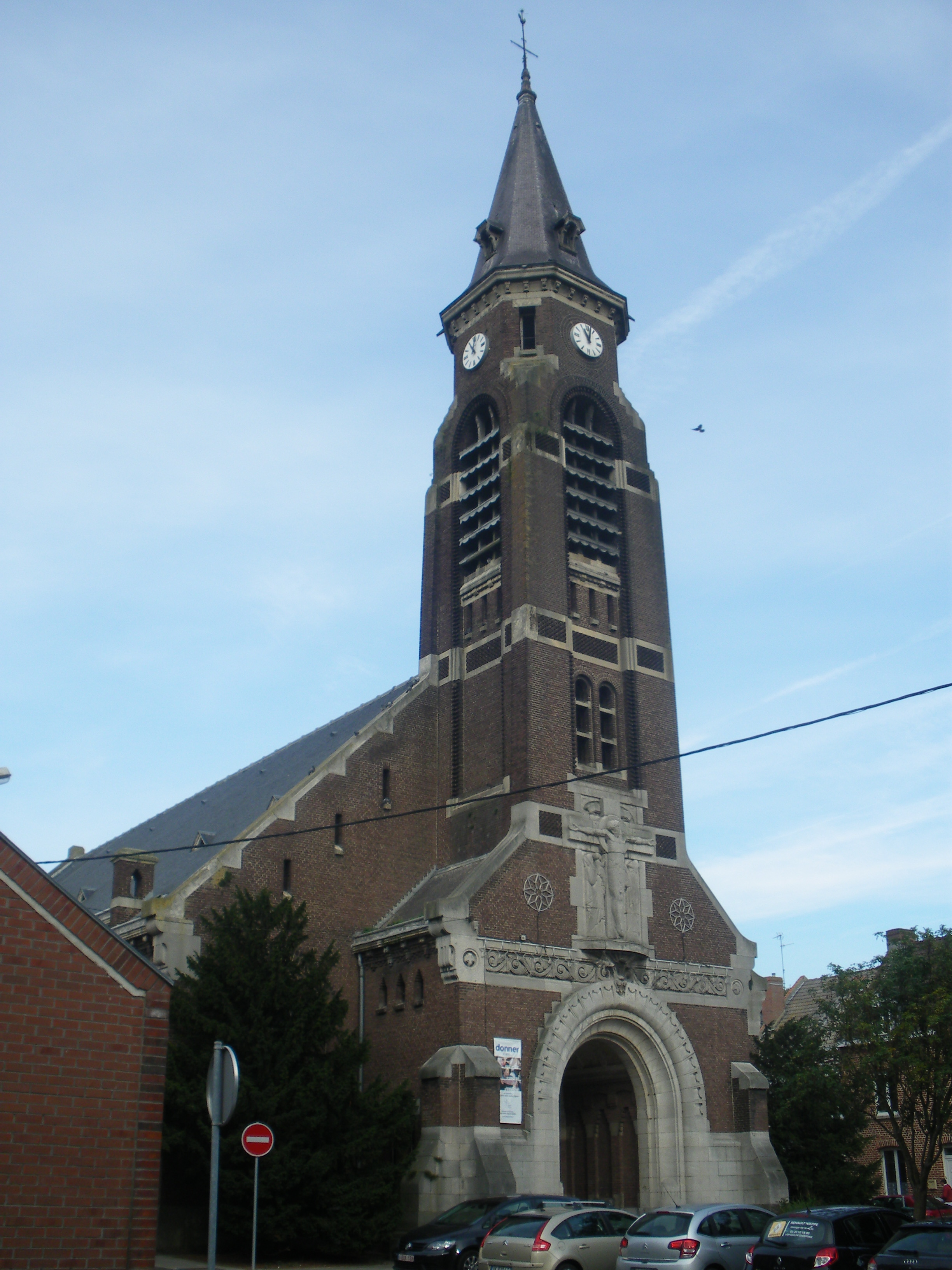
L'église Saint-Vaast.

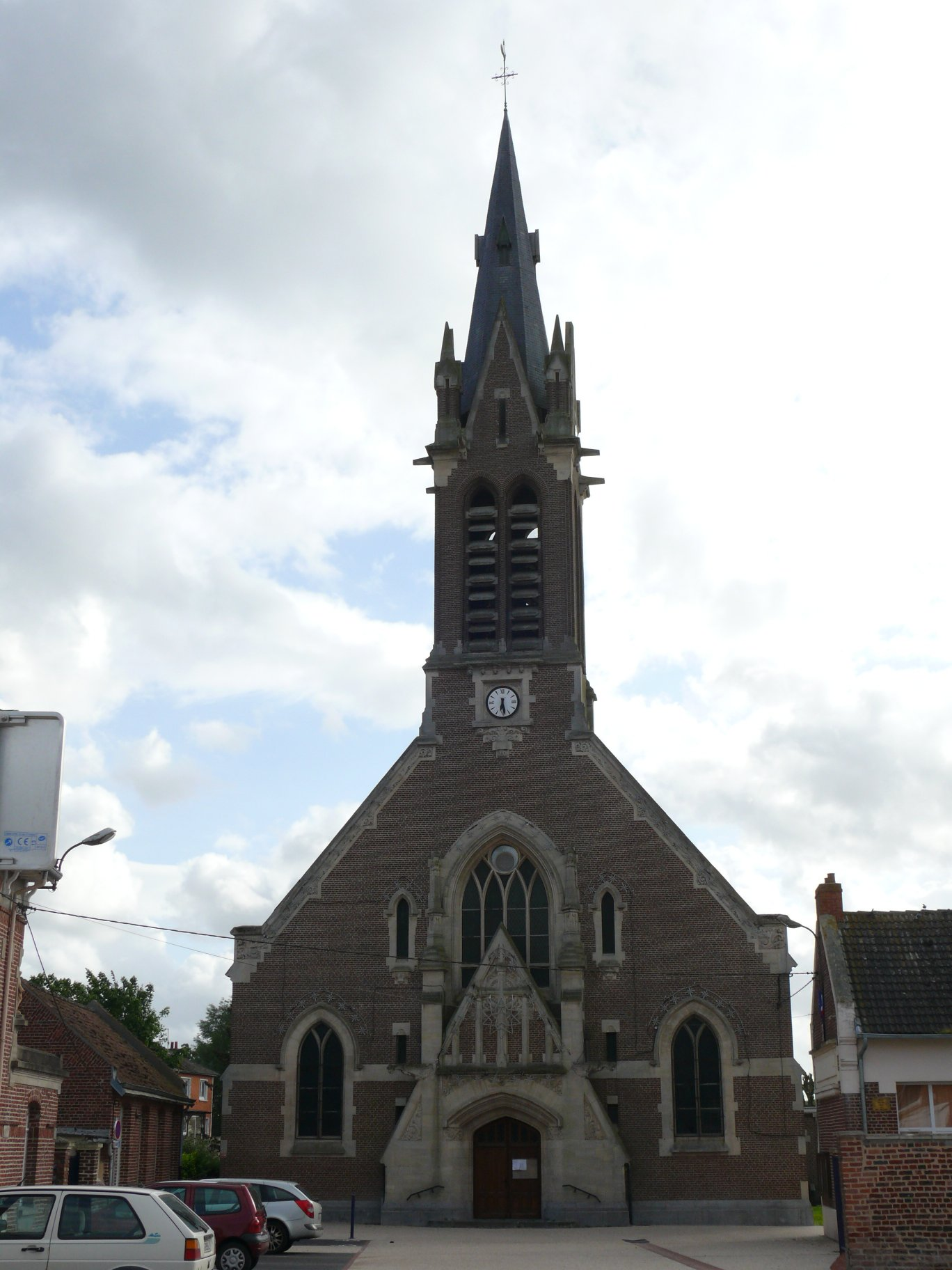
L'église de l'Immaculée-Conception de Wez-Macquart.

La Chapelle-d'Armentières est divisée en deux paroisses catholiques, St-Vaast et Notre-Dame-de-l'Espérance dont dépendent plusieurs églises : Saint-Vaast au Bourg, Notre-Dame-de-Lourdes à La Choque et l'Immaculée Conception à Wez-Macquart. Cette dernière avait d'abord été édifiée par Charles Leroy, architecte de la basilique-cathédrale Notre-Dame-de-la-Treille de Lille, mais fut détruite lors de la Première Guerre mondiale.

Des chanoines, du prieuré traditionaliste de l'Institut du Christ Roi Souverain Prêtre, officient selon la forme tridentine du rite romain au sein de la Chapelle Notre-Dame-de-Fatima, œuvrant de concert avec le groupe scolaire éponyme
.

### Cimetières militaires du Commonwealth
Ayant été le théâtre d'affrontements au cours de la Première Guerre mondiale, La Chapelle-d'Armentières possède six cimetières militaires du Commonwealth répartis à travers la ville :
- Chapelle-d'Armentières New Military Cemetery
- Chapelle-d'Armentières Old Military Cemetery
- Desplanque Farm Cemetery
- La Chapelle-d'Armentières Communal Cemetery
- Ration Farm Military Cemetery
- X Farm Cemetery

### Lieux de promenade
- Parc de la mairie : Ce parc est situé derrière la mairie. Il contient une zone de promenade, une aire de jeux pour enfants ainsi que des équipements sportifs.
- Parc de Courtembus : Ce parc a été inauguré en 2020. Il s'agit d'un parc semi-naturel qui a été conçu avec une priorité donnée à la faune et la flore, avec des zones fauchées et des zones tondues.

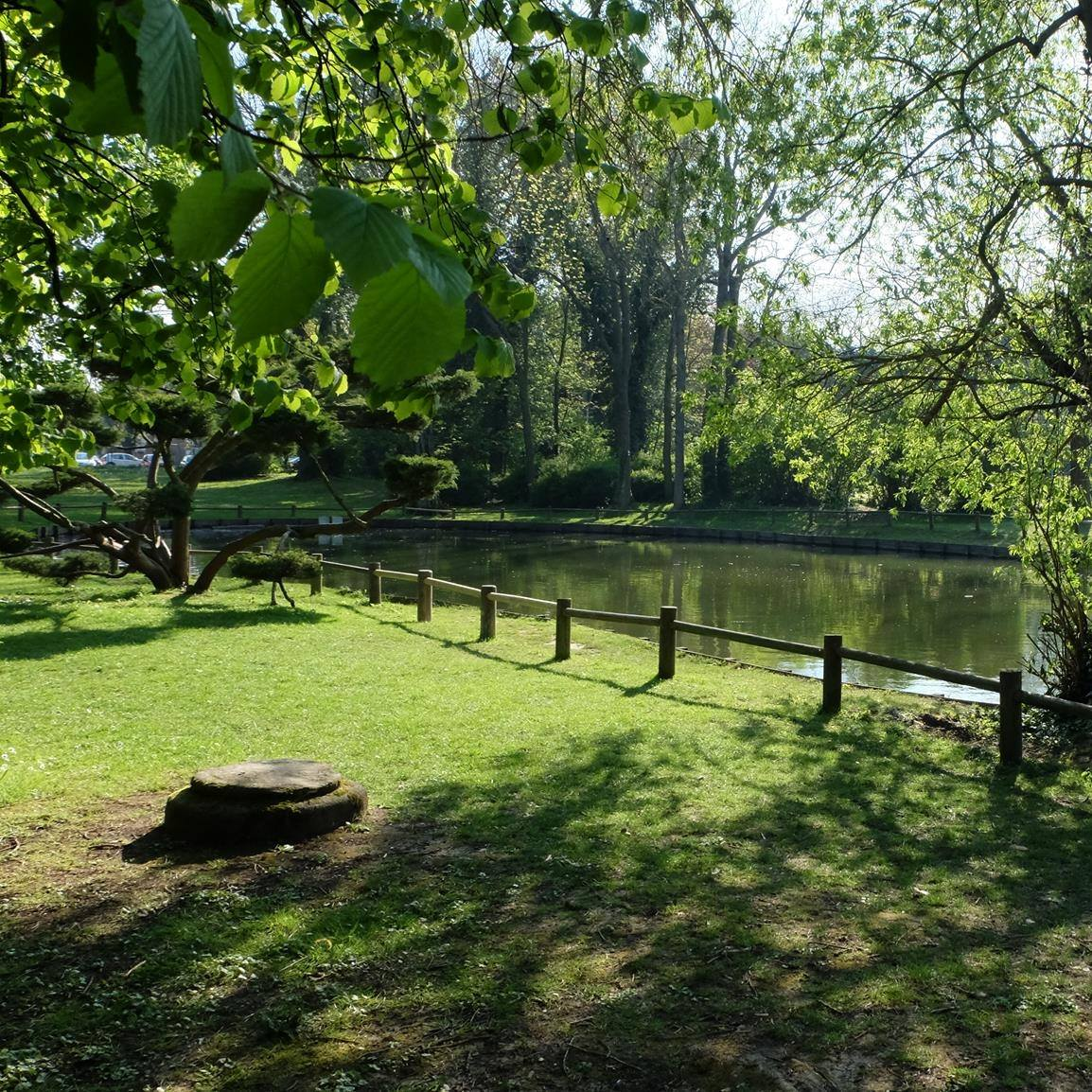
Parc de la mairie.

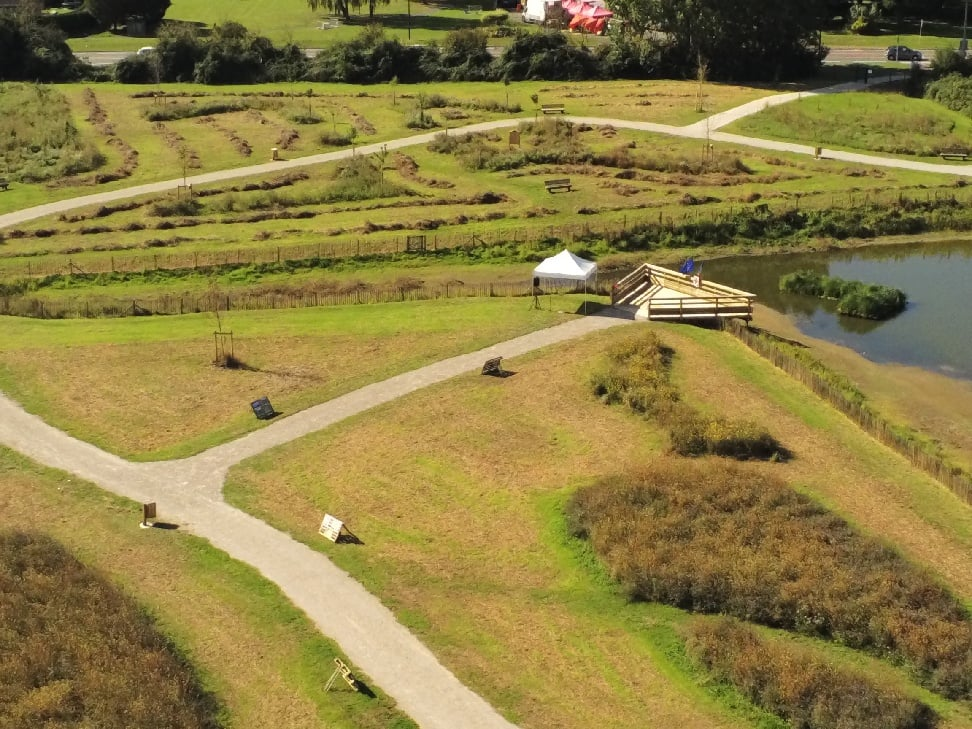
Parc de Courtembus.

## Pour approfondir